# 尉兴庆
尉兴庆（？—543年5月8日），胡姓尉迟氏，名兴，字兴庆，以字行，《北齐书》为避讳高欢五世祖高庆将他改字兴敬，太安郡狄那县（今山西省晋中市寿阳县）人，东魏官员。

## 生平
尉兴庆善于射箭骑马，有武艺，高欢引荐他出任帐内都督。尉兴庆又出任常山公高演府参军事，获赐爵集中县伯。晋州百姓李小兴聚集一群人为盗贼，尉兴庆跟随司空韩轨将他们讨伐平定，进爵为侯，后加冠军将军。
武定元年三月十九（543年5月8日），东魏和西魏展开邙山之战。当时东魏士兵有人偷窃杀驴，依照军令应该处死，高欢没有杀，准备回到并州再处决他。这个士兵投奔西魏，报告了高欢所在的地方。西魏集中精锐部队进攻东魏，东魏溃散，高欢丢了马，赫连阳顺下马把马让给高欢，和奴仆冯文洛将高欢扶上马一起逃走，跟着的步兵骑兵只有六七人。西魏的追击骑兵到了，亲信都督尉兴庆说:“王快走，兴庆我腰边有一百支箭，足以杀一百人。”高欢鼓励他说：“事成后，任命你为怀州刺史，如果你死了，就任用你儿子做刺史。”尉兴庆说:“儿子还小，希望用我哥哥。”高欢答应了。尉兴庆与西魏追兵战斗，箭用完了之后，被流箭射中战死。当初，尉兴庆与綦连猛、谢猥馁都是善于射箭小心谨慎，在高欢身边任职。高欢让相面人观看他们，相面人说：“綦连猛能够大贵，尉兴庆和谢猥馁没有官职。”高欢在邙山之战后叹息说：“富贵是由上天决定的啊！”
尉兴庆每次进入战阵，经常在背上写自己的名字。邙山之战后高欢派人寻找尉兴庆的尸体，加以祭奠，在尉兴庆死的地方建立佛塔，世人称为高王塔。又越级赠予尉兴庆仪同、泾岐豳三州诸军事、泾州刺史，追封为公，谥号闵壮。高欢为尉兴庆哀悼，亲临吊丧，赐给尉兴庆的妻子儿女俸禄就如尉兴庆在世时一样。尉兴庆的儿子尉士林承袭为集中县公。

## 家庭

### 父亲
- 尉苌命，东魏车骑大将军、幽州刺史[12][13]

### 兄弟
- 尉破侯，北齐中书令、尚书左仆射、尚书令、录尚书事、广业王[12]